# La Ferté-sur-Chiers
La Ferté-sur-Chiers – miejscowość i gmina we Francji, w regionie Grand Est, w departamencie Ardeny.
Według danych na rok 1990 gminę zamieszkiwały 202 osoby, a gęstość zaludnienia wynosiła 32 osób/km².